# Sangalopsis dora
Sangalopsis dora är en fjärilsart som beskrevs av Thierry-mieg 1893. Sangalopsis dora ingår i släktet Sangalopsis och familjen mätare. Inga underarter finns listade.